# Pomnik Jana Kochanowskiego w Lublinie
Pomnik Jana Kochanowskiego w Lublinie – pomnik na pl. Jana Kochanowskiego, przy ul. Gabriela Narutowicza w Lublinie, obok Kościoła Matki Bożej Zwycięskiej.

## Historia
Z okazji przypadających w 1930 roku 400 rocznicy urodzin Jana Kochanowskiego, który zmarł w 1584 roku w Lublinie lubelskie Towarzystwo Biblioteki Publicznej im. Łopacińskiego oraz Lubelskie Towarzystwo Przyjaciół Nauk podjęły w listopadzie 1929 roku decyzję o zbieraniu funduszy na budowę pomnika poety. 
Pomnik został odsłonięty 27 września 1931 przez Janusza Jędrzejewicza na Rynku, przed gmachem Trybunału. Prosty i oszczędny w formie pomnik zaprojektował prof. Franciszek Strynkiewicz, a prace kamieniarskie wykonała firma "Jarosław Nowak". Podczas okupacji przeznaczony do zniszczenia, został w 1941 rozebrany i ukryty przez Henryka Zamorowskiego i Jana Lisa. W 1951 ustawiony w obecnym miejscu.